# Силицијумска долина
37° 21′ 58″ С; 122° 01′ 12″ З / 37.366° С; 122.02° З
Силицијумска долина (енгл. Silicon Valley) означава средиште најсавременије индустрије, а налази се на југу залива Сан Франциско у Калифорнији, САД. Израз је пре стилска фигура, јер овај регион у ствари није права долина. Сан Хозе је највећи град Силицијумске долине.
Силицијумска долина је дефинисана економском ефикасношћу, границе јој нису строго одређене и стално се мењају. То није нека одређена административна јединица, већ регион са 2.000.000 становника и 6.000 фирми које се баве високом технологијом. Њен бруто производ је једнак бруто производу једног Чилеа.
Како је у Сан Хосеу и долини Санта Клара успостављено више високотехнолошких компанија, а затим на север према два друга велика града, Сан Франциску и Оукланду, "Силицијумска долина" има две дефиниције: географску, која се односи на Округ Санта Клара и, метонимијску — упућујући на све високотехнолошке компаније у подручју Bay Area. Име је такође постало глобални синоним за водеће високотехнолошко истраживање и предузећа, и стога је инспирисало сличне називе локација, истраживачке паркове и технолошке центре с упоредивом структуром широм света.

## Порекло термина
Можда најјача нит која пролази кроз прошлост и садашњост долине је тежња да се 'игра' са новом технологијом, која је, када је подстакнута напредним инжењерским степеном и канализирана мудрим управљањем, учинила много да створи моћну индустријску кућу коју видимо у Долини данас.— Тимоти Џ. Стургеон‍:44
Прво објављено коришћење назива 'Силицијумска долина' припада Don Hoefler, пријатељу локалног предузетника Ралф Vaerst's, који му је предложио ову фразу. Hoefler је ову фразу користио као наслов серије чланака у недељном трговачком листу Electronic News. Серија чланака под називом Силицијумска долина у САД започета је у издању часописа из 11. јануара 1971. године. Термин је постао широко распрострањен у раним 1980-им, у време увођења IBM PC и бројних повезаних хардверских и софтверских производа на потрошачко тржиште. Део силицијум у називу се односи на високу концентрацију компанија укључених у израду полупроводника (силицијум се, комерцијално, користи за стварање већине полупроводника) и компјутерске индустрије које су биле концентрисане у тој области. Ове фирме полако су замениле воћњаке и плодове који су овом подручју дали првобитан надимак 'Долина задовољства вашег срца'.

## Општине
Следеће општине Округа Санта Клара се традиционално сматрају да припадају Силицијумској долини (по абецедном реду):
- Кембел
- Купертино
- Лос Алтос
- Лос Алтос Хилс
- Лос Гатос
- Милпитас
- Монти Серено
- Морган Хил
- Маунтин Вју
- Пало Алто
- Сан Хозе
- Санта Клара
- Саратога
- Санивејл

Географске границе Силицијумске долине промениле су се током година. Традиционално је Силицијумска долина позната под називом Округ Санта Клара, јужни округ Сан Матео и јужни округ Аламеда. Међутим, током година ова географска област је проширена тако да укључује област Сан Франциско, област Contra Costa County и северне делове округа Аламеда и округа Сан Матео. Ова промена је настала услед ширења локалне економије и развоја нових технологија.
Програм United States Department of Labor's Квартални попис запошљавања и зарада (QCEW) дефинише Силицијску долину као општине Аламеда, Контра Коста, Сан Франциско, Сан Матео, Санта Клара и Санта Круз.
Истраживачи из Масачусетског технолошког института су, током 2015. године, развили нову методу за мерење у којим градовима се налазе покретачи са већим потенцијалом раста и то дефинише Силицијумску долину да се центрира ка општинама Менло Парк, Маунтин Вју, Пало Алто и Санивејл.

## Галерија
- Силицијумска долина
- Седиште Интела